# Moutoulou
Moutoulou est un village de la commune rurale située dans le département de Yako de la province du Passoré dans la région Nord au Burkina Faso.

## Géographie
Moutoulou se trouve à 10 km au sud-ouest du centre de Yako, le chef-lieu de la province, et à 3 km à au sud-ouest de Song-Naba.

## Santé et éducation
Le centre de soins le plus proche de Moutoulou est le centre de santé et de promotion sociale (CSPS) de Song-Naba tandis que le centre médical avec antenne chirurgicale (CMA) de la province se trouve à Yako. 